# Гончаровский дворец
Гончаровский дворец (укр. Гончарівський палац, палац на Гончарівці, Гончарівка) — комплекс резиденции украинского Гетмана Ивана Мазепы (дворец, деревянная церковь и земляные укрепления) в окрестностях Батурина Гончаровцы.

## История
Дворец был построен во второй половине 90-х годов XVII-го века. Дворец был разрушен русскими войсками во время трагического штурма Батурина в 1708-м году. Руины и остатки дворца были разобраны на строительные материалы на протяжении XVIII—XIX веков.
Согласно Указом Президента Украины № 1131/2007 дворец планируется восстановить.
«відбудови протягом 2009—2010 років в урочищі Гончарівка палацу гетьмана Івана Мазепи, церкви, в'їзної брами та чотирьох бастіонів, здійснення заходів із благоустрою прилеглих до них територій;»

## В литературе
Тут знаходиться палац слави, помешкання цноти,

Вічна пам'ятка Твоєї справи, гетьмане.

Через Цирона, Нерона

Золоті двори, в яких згори

Перун пускає блискавки,

Гетьманський палац височіє до небес.

З кришталю виводить

Тут своє обличчя, місяць в колі.

Тут Гелиці золоте лице

Сяє вічним променем;

І Твої праці, непереможний наш вождь,

Що чекають на нагороду.
40
Орновський Іван